# Woodson (Arkansas)
Woodson is een plaats (census-designated place) in de Amerikaanse staat Arkansas, en valt bestuurlijk gezien onder Pulaski County.

## Demografie
Bij de volkstelling in 2000 werd het aantal inwoners vastgesteld op 445.

## Geografie
Volgens het United States Census Bureau beslaat de plaats een oppervlakte van
11,8 km², geheel bestaande uit land. Woodson ligt op ongeveer 76 m boven zeeniveau.

## Plaatsen in de nabije omgeving
De onderstaande figuur toont nabijgelegen plaatsen in een straal van 24 km rond Woodson.